# National Asset Management Agency
The National Asset Management Agency (NAMA) är en organisation skapad av Irlands regering 2008. Organisationen skapades som en respons till den irländska finansiella krisen 2008-2009. NAMA är tänkt att fungera som en "sämre bank", genom att ta över lån från de irländska bankerna i utbyte mot obligationer från regeringen. Syftet med operationen är att tillgången till kredit skall öka i landet. Projektet är dock kontroversiellt och kritikerna, däribland nobelpristagaren Joseph Stiglitz, menar att det är fel att på det här sättet använda den offentliga budgeten för att rädda bankerna.

## Externa webbsidor
- Official webbplats